# Archytas nigriventris
Archytas nigriventris är en tvåvingeart som först beskrevs av Wulp 1882.  Archytas nigriventris ingår i släktet Archytas och familjen parasitflugor. Inga underarter finns listade i Catalogue of Life.